# Fundació Castelao
Fundació Castelao és una fundació de caràcter personal i declarada d'interès gallec, fundada el 28 de desembre de 1984 per iniciativa de Ramón Martínez López i Avelino Pousa Antelo amb la finalitat d'estimular i afavorir la cultura gallega, especialment en els camps en els quals es va distingir la figura de Castelao. La fundació té la seu en Santiago de Compostel·la, encara que Pontevedra ha reclamat la nova seu de l'entitat. Sota la coordinació de Henrique Monteagudo publica els Cuadernos Castelao.
El seu primer president va ser Ramón Martínez López i Teresa Rodríguez Castelao, germana de Daniel, fou la presidenta d'honor fins a la seva mort.
L'actual president és Avelino Pousa Antelo, qui el 2006 va reclamar que el nou Estatut d'Autonomia de Galícia havia de reconèixer el dret a l'autodeterminació de Galícia. La Fundació ha treballat per la digitalització de tota l'obra plàstica de Castelao i ha organitzat homenatges a favor de la memòria històrica a víctimes del franquisme promotores de la cultura gallega, com Ánxel Casal Gosenge.